# Ardon Jashari
Ardon Jashari (Cham, 30 juli 2002) is een Zwitsers voetballer van Albanese afkomst die bij voorkeur als defensieve middenvelder speelt. Hij maakte in de zomer van 2025 de overstap van  Club Brugge naar AC Milan. Jashari maakte in 2022 zijn debuut in het Zwitsers voetbalelftal.

## Clubcarrière

### FC Luzern
Jashari maakte in het seizoen 2019/20 zijn opwachting in het tweede elftal van FC Luzern, dat toen uitkwam in de 1. Liga. Dat seizoen maakte hij ook zijn officiële debuut in het eerste elftal van de club: op 31 juli 2020 mocht hij op de voorlaatste speeldag van de reguliere competitie – die vanwege de coronapandemie pas in de zomer werd afgewerkt – in de blessuretijd van de 2-1-zege tegen FC Zürich invallen. Drie dagen later liet trainer Fabio Celestini hem op de slotspeeldag van de reguliere competitie na 63 minuten invallen tegen FC Basel (0-0-gelijkspel).
In het seizoen 2020/21 kwam Jashari niet aan spelen toe in het eerste elftal van de club. Vanaf januari 2022 groeide hij evenwel uit tot een vaste waarde in het team van trainer Mario Frick, die eind december 2021 zijn tenten opsloeg bij de toenmalige hekkensluiter in de Super League. Luzern eindigde dat seizoen voorlaatste in de reguliere competitie, waardoor er barragewedstrijden tegen FC Schaffhausen nodig waren om het behoud te verzekeren. Luzern trok daarin aan het langste eind, mede dankzij een doelpunt van Jashari in de heenwedstrijd.
Jashari bleef ook in het seizoen 2022/23 een vaste waarde in het elftal van trainer Frick en werd hij zelfs de nieuwe aanvoerder. Als captain kwam hij tot 37 wedstrijden dat seizoen. Het jaar erop was zijn meest productieve, hij scoorde zes goals in alle competities. In totaal speelde Jashari 102 wedstrijden voor FC Luzern, waarin hij goed was voor negen goals en elf assists.

### Club Brugge
Op 3 april 2024 kondigde Club Brugge aan Jashari te hebben overgenomen van Luzern voor een som van 6 miljoen euro. Jashari ondertekende een contract tot 2028 in het Jan Breydelstadion. Hij wierp zich in zijn eerste seizoen al snel op als basisspeler, ten koste van Hugo Vetlesen, en was frequent de beste speler van het team. De Zwitser overleefde de competitiefase van de UEFA Champions League met zijn ploeg en geraakte uiteindelijk tot in de 1/8e finale van het toernooi. Hij startte in 11 van de 12 wedstrijden. Op 4 mei 2025 won hij zijn eerste prijs als profvoetballer. Jashari won met 2-1 van RSC Anderlecht de finale van de Beker van België. Uiteindelijk werd hij dat seizoen vice-kampioen met Club Brugge, en werd hij verkozen tot zowel Talent als Profvoetballer van het Jaar in de Belgische Pro League.

### AC Milan
Zijn topseizoen bij Club Brugge trok de aandacht van het Italiaanse AC Milan. Na bijna twee maanden moeizaam onderhandelen werd op 6 augustus 2025 een akkoord gesloten voor een transferbedrag 36 miljoen euro, plus 3 miljoen aan potentiële bonussen. Voor beide clubs op dat moment een ontvangen/betaald recordbedrag bij een transfer.

## Clubstatistieken
| Seizoen         | Club            | Competitie      | Competitie | Competitie | Beker | Beker | Internationaal | Internationaal | Totaal | Totaal |
| Seizoen         | Club            | Competitie      | Wed.       | Dlp.       | Wed.  | Dlp.  | Wed.           | Dlp.           | Wed.   | Dlp.   |
| --------------- | --------------- | --------------- | ---------- | ---------- | ----- | ----- | -------------- | -------------- | ------ | ------ |
| 2019/20         | FC Luzern       | Super League    | 2          | 0          | 0     | 0     | –              | –              | 2      | 0      |
| 2020/21         | FC Luzern       | Super League    | 0          | 0          | 0     | 0     | –              | –              | 0      | 0      |
| 2021/22         | FC Luzern       | Super League    | 19         | 2          | 2     | 0     | –              | –              | 21     | 2      |
| 2022/23         | FC Luzern       | Super League    | 34         | 1          | 3     | 0     | –              | –              | 37     | 1      |
| 2023/24         | FC Luzern       | Super League    | 36         | 5          | 3     | 1     | 3              | 0              | 42     | 6      |
| 2024/25         | Club Brugge     | Eerste klasse A | 35         | 3          | 6     | 1     | 11             | 0              | 52     | 4      |
| Carrière totaal | Carrière totaal | Carrière totaal | 126        | 11         | 14    | 2     | 14             | 0              | 154    | 13     |

Bijgewerkt tot en met 25 mei 2025.

## Interlandcarrière
Op 27 september 2022 maakte Jashari zijn interlanddebuut voor Zwitserland: in de Nations League-wedstrijd tegen Tsjechië (2-1-zege) liet bondscoach Murat Yakin hem in de blessuretijd invallen voor Remo Freuler. Begin november 2023 maakte hij deel uit van de selectie van Yakin voor het WK 2022. In de achtste finalewedstrijd tegen Portugal (6-1-winst) liet Yakin hem in de 89e minuut invallen voor Breel Embolo.
Jashari nam in de zomer van 2023 met de Zwitserse beloften deel aan het EK onder 21 in Roemenië en Georgië. Jashari speelde mee in alle drie de groepswedstrijden, alsook in de kwartfinale tegen Spanje, die Zwitserland na verlengingen verloor. Hij werd op 7 juni 2024 door Yakin opgenomen in de Zwitserse selectie voor het EK 2024 in Duitsland. Zwitserland overleefde ongeslagen een groep met ook en Schotland en Duitsland en won in de achtste finales van Italië (2–0), voordat het in de kwartfinales op strafschoppen werd uitgeschakeld door Engeland. Jashari kwam op het toernooi niet in actie.
| Interlands van Ardon Jashari | Interlands van Ardon Jashari | Interlands van Ardon Jashari | Interlands van Ardon Jashari | Interlands van Ardon Jashari | Interlands van Ardon Jashari |
| No.                          | Datum                        | Wedstrijd                    | Uitslag                      | Soort Wedstrijd              | Doelpunten                   |
| Als speler bij FC Luzern     | Als speler bij FC Luzern     | Als speler bij FC Luzern     | Als speler bij FC Luzern     | Als speler bij FC Luzern     | Als speler bij FC Luzern     |
| ---------------------------- | ---------------------------- | ---------------------------- | ---------------------------- | ---------------------------- | ---------------------------- |
| 1.                           | 27 september 2022            | Zwitserland – Tsjechië       | 2 – 1                        | UEFA Nations League 2022/23  | -                            |
| 2.                           | 6 december 2022              | Portugal – Zwitserland       | 6 – 1                        | WK 2022                      | -                            |
| Totaal                       | Totaal                       | Totaal                       | Totaal                       | Totaal                       | -                            |

Bijgewerkt tot 29 maart 2024

## Erelijst
| Beker van België | 1x | 2024/25 |

| Individueel                       |    |         |
| Profvoetballer van het Jaar       | 1x | 2024/25 |
| Jonge Profvoetballer van het Jaar | 1x | 2024/25 |

## Privé
Jashari en zijn broer werden in Zwitserse Cham geboren in een gezin afkomstig uit de Albanese minderheid in Noord-Macedonië. Zij waren op 19-jarige leeftijd verhuisd naar Zwitserland.